# 貝卡迪盧塞內山

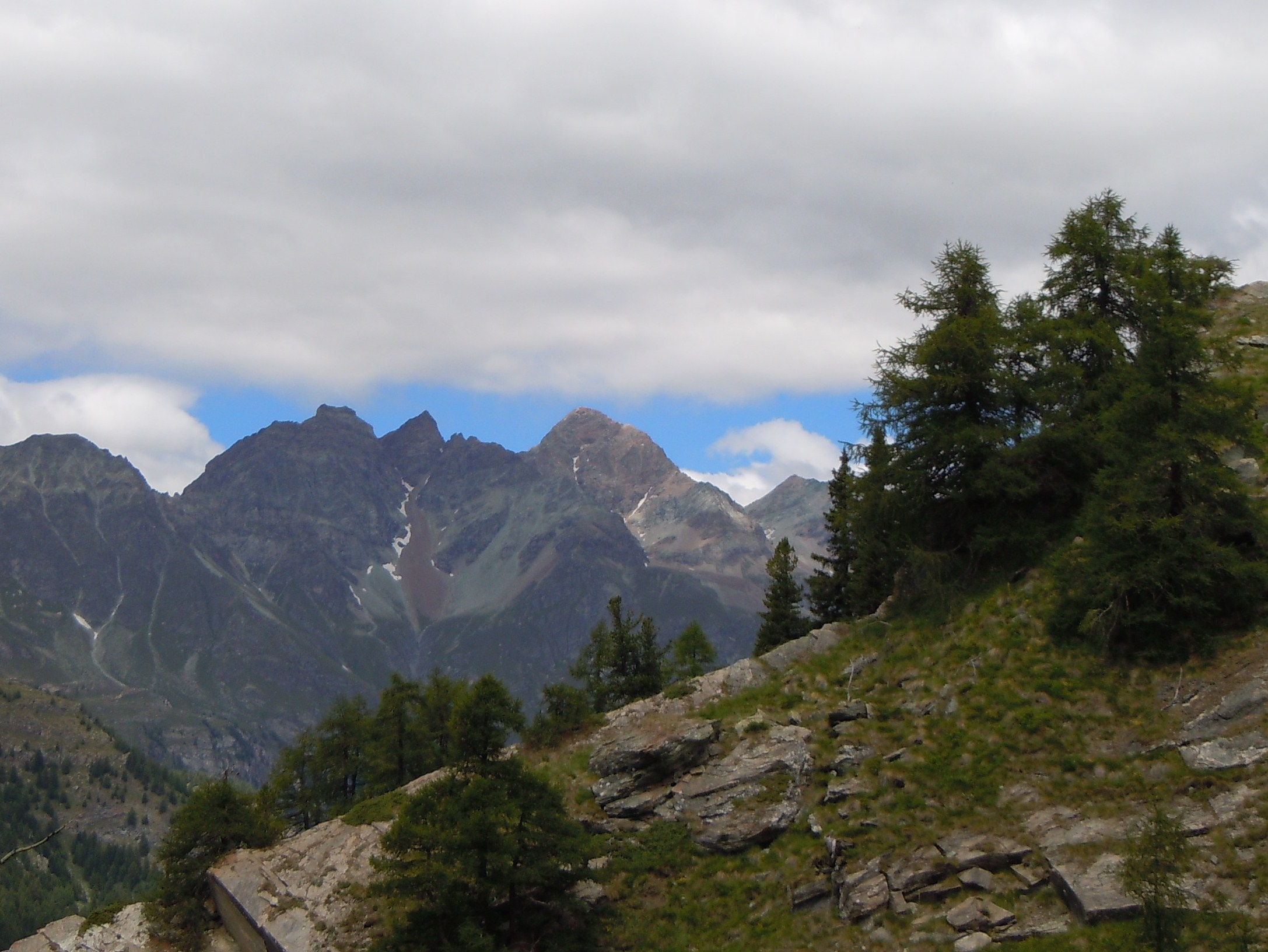

45°52′13″N 7°29′27″E / 45.87028°N 7.49083°E
貝卡迪盧塞內山（義大利語：Becca di Luseney），是意大利的山峰，位於該國西北部，由瓦萊達奧斯塔大區負責管轄，屬於本寧阿爾卑斯山脈的一部分，海拔高度3,504米，每年平均降雨量1,358毫米，人類在1866年首次登頂。